# Limnophila albomanicata
Limnophila albomanicata là một loài ruồi trong họ Limoniidae. Chúng phân bố ở miền Tân bắc.